# Attila Adrovicz
Attila Adrovicz (Budapeste, 8 de abril de 1966) é um ex-canoísta húngaro especialista em provas de velocidade.

## Carreira
Foi vencedor da medalha de prata em K-4 1000 m com os seus colegas de equipa Gábor Horváth, Ferenc Csipes e András Rajna em Atlanta 1996.